# أثناسيوس (قوص)
كان أثناسيوس القبطي (أواخر القرن الرابع عشر) راهبًا وأسقفًا وعالمًا قبطيًا. كان رئيس الكنيسة في صعيد مصر والنوبة. كتب باللغتين العربية والقبطية. له عدة أعمال في علم اللاهوت والقواعد النحوية القبطية والشعر. كانت لهجته الأساسية هي اللهجة القبطية الصعيدية.

## حياته
كتب باللغة العربية كتاب القواعد النحوية القبطية بعنوان قلادة التحرير في علم التفسير. يأتي معظم ما يُعرف عن حياته من هذا العمل. ولد في قمولا على الضفة اليمنى للنيل، ابن كاهن يدعى صليب. دخل دير مار بقطر القريب على الضفة اليسرى لنهر النيل قبل أن يخلف جبرائيل أسقفًا لمدينة قوص بيد البابا يوأنس العاشر البطريرك ال 85 في حوالي سنة 1365م.
في 1371-1372، شارك في تكريس وتتويج تيموثاوس أسقف إبريم (النوبة). في عام 1374، أثناء بطريركية جبرائيل الرابع، شارك في عمل الميرون وكتب وصفًا لطقوس صعيد مصر.
في الماضي، كان يرجح انه كتب أعماله في القرن الحادي عشر، لكن الأدلة اشارت انه كتبها في النصف الثاني من القرن الرابع عشر. حيث تحتوي مخطوطة قلادة التحرير في علم التفسير في برلين على مقدمة لقواعد نحوية مختلفة (مفقودة) يذكر فيها السلم الكنسي ليوحنا السمانودي. إذا كتب أثناسيوس هذه المقدمة، كما يبدو مرجحًا، فيجب تأجيل تواريخه إلى النصف الثاني من القرن الثالث عشر على الأقل. لم يرد ذكر لهذا الكتاب في من كتب القواعد النحوية أو القواميس للقرن الثالث عشر، ولم يرد ذكره في فهرس مؤلفي ابن كبر (توفي عام 1324).
تتوافق أسقفته مع فترة عصيبة بالنسبة لأقباط الصعيد. استهدفت قبيلة بنو الكنز مدينة قوص، الذين فقدوا سيطرتهم على المقرة عام 1365. كما كان هناك تفشي للطاعون في 1374-1375 و1379-1381، وفيضانات النيل في 1360، 1376، 1382 و 1395، المجاعات في 1374-1375 و1394-1396. كان هناك شهداء جدد حتى عام 1378.

## أعماله
«قلادة التحرير في علم التفسير» متواجدة اللهجة الصعيدية، اايضا باللهجة القبطية البحيرية. يسجل أثناسيوس نفسه أن هاتين كانتا اللغتين الوحيدتين الباقيتين للغة القبطية، وأن البشمورية انقرضت قبل عصره. ومع ذلك، فهذه هي أقدم إشارة إلى اللهجة البشمورية، والتي لم يتم تحديدها بشكل قاطع في أي من النصوص القبطية الباقية. علاوة على ذلك، فإن قلادة أثناسيوس هي أول معالجة للهجة الصعيدية وقد كتب أيضًا تعليقًا على قواعده النحوية. يُنسب إليه أيضًا صعيدية سلام وهو قاموس قبطي-عربي. وقد أمده زميله جبرائيل، أسقف المرج، بالمعلومات عن طقس سر الميرون. وفي هذا وصف دقيق لطقوس صعيد مصر الفريدة. هناك جزء مفقود من مخطوطة القواعد النحوية ببرلين، بعنوان كفاية الباحث، وهو عبارة عن قصيدة تعليمية تم فيها شرح المرادفات الصعيدية باللغة العربية.
إلى جانب أعماله النحوية، ألف أثناسيوس الشعر أيضًا بين عامي 1365 و 1378. قد يكون أيضًا هو من وضع مؤلفًا باسم الثلاثية (تريادون)، وهي قصيدة طويلة باللغة الصعيدية بقيت في مخطوطة واحدة مع ترجمة عربية. يصف الشاعر نفسه بأنه راهب من صعيد مصر انتقل إلى الوجه البحري واستخدم لغته الأم لإثبات ملاءمتها. 
تشمل أعماله اللاهوتية أطروحة عن المعمودية وأخرى في شكل 100 سؤال من قوانين الرسل.
أثناسيوس هو «أحد الأسماء الأخيرة التي يمكن ذكرها في العصر الذهبي للأدب القبطي العربي في القرنين الثالث عشر والرابع عشر». نطاقه وتفضيله للصعيدي يمثلان التحول نحو الجنوب لمركز الثقل القبطي تحت حكم المماليك. كان الشريعة التي كتبها بقواعده الخاصة هي المصدر الرئيسي لكتاب رافائيل توكي (1778).